# Coccygidium nigriceps
Coccygidium nigriceps är en stekelart som först beskrevs av Cameron 1911.  Coccygidium nigriceps ingår i släktet Coccygidium och familjen bracksteklar. Inga underarter finns listade i Catalogue of Life.